# 1979 (canción)
«1979» es una canción del grupo musical estadounidense The Smashing Pumpkins, la cual fue escrita por su líder, Billy Corgan. Corresponde al segundo sencillo comercial y la quinta canción del segundo disco (Twilight to Starlight) del tercer álbum, Mellon Collie and the Infinite Sadness.
El sencillo fue lanzado el 23 de enero de 1996. Posteriormente también fue editado en versión extendida para el box set The Aeroplane Flies High. Además, la canción forma parte del disco de grandes éxitos del grupo, titulado Rotten Apples. En 2008 apareció en la emisora ficticia Liberty Rock Radio, perteneciente a la banda sonora del videojuego Grand Theft Auto IV hasta 2018.

## Video musical
El video musical para «1979» fue dirigido por el dúo conformado por Jonathan Dayton y Valerie Faris, quienes previamente habían dirigido otros videos musicales del grupo: «Rocket», y «Tonight, Tonight». Este equipo además dirigió posteriormente los videos musicales para «The End Is the Beginning Is the End», y «Perfect». Los protagonistas del video musical son los actores Larry Capelli y Giuseppe Andrews, quienes posteriormente reaparecerían en la continuación del video: «Perfect».
El vídeo hace un seguimiento en un día en la vida de un grupo de desconmovidos adolescentes que viven en un suburbio. Está basado en la versión idealizada de la juventud por Billy Corgan, intentando capturar la sensación de estar aburrido siendo adolescente. Originalmente, Corgan quería incluir una escena de violencia, donde cerca del final del video el vendedor del almacén es violentado por los adolescentes. Jonathan Dayton y Valerie Faris finalmente lo convencieron de realizar algo más calmado. Los miembros del grupo además realizan pequeños cameos en el video: Billy Corgan aparece en el asiento trasero del auto con los adolescentes, aparentemente sin ser visto. James Iha es un vendedor de almacén, D'arcy Wretzky es una irritable vecina y Jimmy Chamberlin es un policía. El mánager del grupo, "Gooch", interpretó al policía que acompaña a Jimmy.
Originalmente, el grupo se acercó a otro director, probablemente Spike Jonze, para filmar el video musical para "1979". Su idea era que los miembros del grupo fueran residentes dentro de un hotel de extraterrestres, para lo cual usarían unas máscaras especiales con formas de un híbrido entre extraterrestres y elefantes. Este video habría tenido un valor sobre los US $ 1.000.000.
El video para «1979» fue aclamado por la crítica. Ganó el premio al Mejor video alternativo en los MTV Video Music Award de 1996. Además se puede apreciar los primeros usos de la famosa "Snorricam" una cámara atada el pecho del actor y conforme este se va moviendo la cámara enfoca su cara y da el efecto de que el escenario se mueve y el actor no.

## Lista de canciones
El sencillo de 1979 fue lanzado en dos versiones diferentes, conteniendo diferentes lados-b. Una versión es el sencillo estándar y la otra versión es un CD incluido en el box set de sencillos titulado The Aeroplane Flies High. Además, se lanzó un sencillo en CD con cuatro remixes de la canción. Todas las canciones fueron escritas por Billy Corgan, excepto "Believe" y "The Boy", escritas e interpretadas por James Iha.
- Sencillo (versión US/UK)[5]

1. «1979» − 4:15
2. «Ugly» − 2:41
3. «Believe» − 3:02
4. «Cherry» − 3:11

- The Aeroplane Flies High[1]

1. «1979» − 4:28
2. «Ugly» − 2:52
3. «The Boy» − 3:04
4. «Cherry» − 4:02
5. «Believe» − 3:15
6. «Set the Ray to Jerry» − 4:10

- 1979 Mixes[6]

1. «1979» (Vocal Mix) − 5:11
2. «1979» (Instrumental Mix) − 5:20
3. «1979» (Moby Mix) − 6:42
4. «1979» (Cement Mix) − 4:39

"Believe" y "Set the Ray to Jerry" además forman parte de la lista de canciones del álbum recopilatorio Judas 0.

## Posicionamiento en listas
| Listas (1996)                            | Mejor posición |
| ---------------------------------------- | -------------- |
| Australia (ARIA)                         | 16             |
| Bélgica (Flandes) (Ultratop 50)          | 37             |
| Bélgica (Valonia) (Ultratop 50)          | 21             |
| Canada Top Singles (RPM)                 | 2              |
| Canadá Alternative 30 (RPM)              | 1              |
| Finlandia (OFC)                          | 11             |
| Francia (SNEP)                           | 38             |
| Ireland (IRMA)                           | 6              |
| Países Bajos (Dutch Top 40)              | 29             |
| Nueva Zelanda (Recorded Music NZ)        | 9              |
| UK Singles (The Official Charts Company) | 16             |
| US Billboard Hot 100                     | 12             |
| US Billboard Pop Songs                   | 10             |
| US Billboard Alternative Songs           | 1              |
| US Billboard Hot Dance Club Songs        | 17             |
| US Billboard Adult Pop Songs             | 30             |
| US Billboard Hot Mainstream Rock Tracks  | 1              |